# Капо (роман)
„Капо“ је роман српског књижевника Александра Тишме. Објављен је у издавачкој кући Нолит 1987. Главни протагониста је Јеврејин Вилко Ламиан који живи у послератној Југославији, скривајући да је у Аушвицу био капо, привилеговани логораш који је у замену за нешто бољи положај учествовао у геноциду над својим сународницима и другим заробљеницима. Роман је исприповедан у трећем свезнајућем лицу и сиже је већим делом заснован на ретроспективним епизодама у којима се приповеда о прошлости остарелог главног јунака. Преведен је на више страних језика.

## Фабула
Вилко Ламиан, главни јунак, рођен је у јеврејској породици у Бјеловару. Његова породица жели да га заштити од дискриминације те га је крстила у римокатоличкој цркви. Студије уписује у Загребу, где развија дубок осећај стида према свом јеврејском пореклу и почиње да гаји осећање да скрива нешто мрачно у себи. Нацистичком окупацијом Југославије и успостављањем Независне Државе Хрватске започиње прогон јеврејског становништва, а Вилко, упркос томе што је покрштен, није поштеђен пред антисемитским законима и врло брзо доспева у Јасеновац. У Јасеновцу на сваки начин покушава да преживи. У болници подмитивши болничара преузима идентитет преминулог Антуна Фурфа, Хрвата и комунисте. Винко је под лажним идентитетом пребачен у Аушвиц.
Када је у Аушвицу откивено да је скинуо џемпер са мртвог човека не би ли се угрејао, кажњавају га тако што га поливају водом и наређују му да стоји мирно сатима на зимској хладноћи. Његова издржљивост привлачи неколико немачких војника, међу којима се налази и Рихтер. Рихтер му додељује чин Капоа, чин привилегованог логораша који надзире друге заробљенике. Рихтер је то учинио са намером да му Ламиан помаже приликом пљачкања злата и других драгоцености које доносе заробљени Јевреји. Ламиан почиње да искоришћава свој надређени положај над другим заробљеницима. Он наређује да му свако вече доводе младе, изгладнеле затворенице које сексуално искоришћава нудећи им храну. Међу затвореницама посебно га привлачи Хелена Лифка. Међутим, када сазна да је девојка Јеврејка, одбија да настави да је сексуално експлотатише, али наставља да јој шаље храну. На крају рата, када су нацисти водили колону својих заробљеника на стрељање, Ламијан је успео да побегне.
Вилко Ламиан, повративши свој прави идентитет, одлази да живи у Бању Луку, са намером да што боље сакрије своју прошлост. Тамо живи повучено, трауматизовано и са честим нападима параноје. Четрдесет година касније неочекивано у аутобусу на одбаченим новинама угледао је фотографију Хелене Лифке. Сећање на Лифку га све више прогања те одлучује да оде у Суботицу да је потражи. У Суботици сазнаје да Лифка сада живи у Загребу. У Загребу након низа параноично-психотичних епизода долази на Хеленину адресу, где се суреће са њеном сестром од тетке, која му саопштава да је Хелена умрла два месеца пре његовог доласка.